# دیجیتال اسپای
دیجیتال اسپای (انگلیسی: Digital Spy) یک سایت خبرگزاری رسانه و سرگرمی بریتانیایی است. این سایت به گزارش‌های اخبار مربوط سرگرمی در فیلم‌ها، برنامه‌های تلویزیونی و موسیقی می‌پردازد. علاوه بر این، این سایت روی موضوعاتی مانند اخبار مقاله‌هایی که در فیلم‌ها و کنسرت‌ها نظر دریافت می‌کنند، نیز متمرکز است. 